# Alex Eugster
Alex Eugster (* 17. September 1937) ist ein Schweizer Sänger und Musikproduzent aus dem Kanton Zürich.

## Leben
Eugster ist gelernter Klavierstimmer mit Weiterbildung zum Klavierbauer. Er baute in Dübendorf eine eigene Klavierwerkstatt auf, die er bis 1971 führte. Mit seinen Brüdern Viktor und Guido bildete er ab den 1960er Jahren das Trio Eugster. 1971 war er Mitbegründer der Eugster Musikproduktionen AG in Dübendorf. Seither betätigt er sich als Tonmeister, Gesangslehrer, Chorleiter und Komponist. Seit 1961 leitet er auch den Gemischten Chor Hegnau und von 1991 bis 2006 den Chorus Crescendo Fällanden.
Alex Eugster wohnt in Fällanden. Im Jahr 2007 wurde er für seine musikalischen Verdienste mit dem Goldenen Violinschlüssel ausgezeichnet.